# 19155 Лайфсон
19155 Лайфсон (19155 Lifeson) — астероїд головного поясу, відкритий 22 вересня 1990 року.
Тіссеранів параметр щодо Юпітера — 3,356.